# Annelie Botes
Pour les articles homonymes, voir Botes.
Annelie Botes, née Annelie Basson le 28 juin 1957 et morte le 12 décembre 2024 à Port Elizabeth (Afrique du Sud), est une écrivaine sud-africaine, de langue afrikaans.

## Biographie
Annelie Basson est née sur la ferme Grootfontein près du village d'Uniondale (province du Cap). Elle est diplômée d'une licence d'enseignante en musique (piano) de l'université d'Afrique du Sud (1986). 
Elle est l'auteur d'une cinquantaine d'histoires courtes et de romans publiés dans les magazines Huisgenoot, Sarie et Rooi Rose (rose rouge). Elle écrit une chronique régulière dans Volksblad et dans Die Burger. 
En novembre 2010, dans une interview au journal Rapport, elle provoque une polémique nationale en déclarant ne pas aimer les Noirs et ne pas les comprendre. À la suite de ces déclarations, le journal Die Burger décida de lui retirer sa chronique. Annelie Botes refusa de revenir sur ses propos et de les condamner. Elle se contenta de préciser qu'elle aimait beaucoup de personnes noires et qu'il était « peut-être injuste » de les mettre toutes dans la même catégorie. 
Pour son roman intitulé Thula-thula, Annelie Botes a remporté en 2010 le prix de littérature sud-africaine K Sello Duiker (du nom d'un écrivain noir). 

## Ouvrages aux éditions Tafelberg
- Tabernakel, (2010)
- Thula-thula, (2009)- prix K Sello Duikerde la littérature sud-africaine 2010
- Trousseaukis, (2008)
- Sabbatsreis, (2007)
- Broodsonde, (2006)
- Raaiselkind, (2001). Traduit en anglais sous le titre Riddle Child (2003) et en néerlandais.
- Klawervier, (1997, 2004) - Prix ATKV. Traduit en anglais sous le titre Mountain of Lost Dreams (2005), en allemand sous le titre Berg der verlorenen Träume (2002) et en néerlandais sous le titre Klavertje Vier.
- Trippel Sewe, (1995, 2007)